# Korea Electric Power Corporation

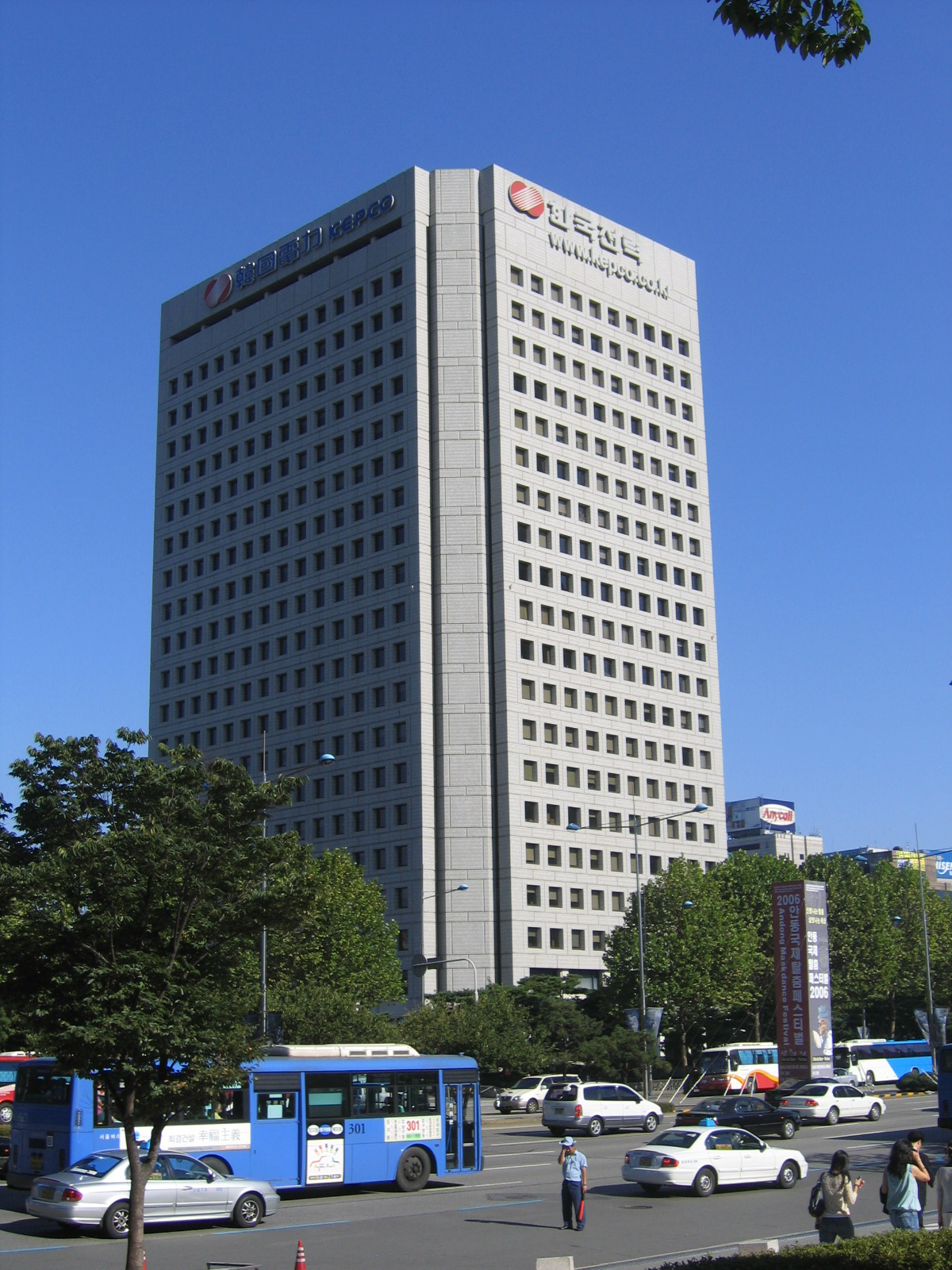
Prédio da Kepco em Seul

A Korea Eletric Power Corporation, mais conhecida como KEPCO, (NYSE: KEP), é uma companhia elétrica da Coreia do Sul, a única do país.

## Subsidiárias
A KEPCO compreende seis empresas de geração de energia e quatro subsidiárias em áreas de negócios relacionadas. Também possui participação em quatro empresas afiliadas.

### Empresas de geração de energia
- Korea Hydro & Nuclear Power (KHNP)
- Korea South-East Power (KOSEP)
- Korea Midland Power (KOMIPO)
- Korea Western Power
- Korea Southern Power
- Korea East-West Power

### Outras subsidiárias
- KEPCO E&C: KEPCO Engineering & Construction (KEPCO E&C)
- Korea Nuclear Fuel (KNF)
- Korea Plant Service & Engineering
- Korea Electric Power Data Network

### Empresas afiliadas
- Korea Electric Power Industrial Development Corporation
- Korea Gas Corporation
- Korea District Heating Corporation
- LG UPlus Corporation